# Mộ Dung Thịnh
Mộ Dung Thịnh (tiếng Trung: 慕容盛; bính âm: Mùróng Shèng) (373–401), tên tự Đạo Vận (道運), gọi theo thụy hiệu là (Hậu) Yên Chiêu Vũ Đế ((後)燕昭武帝), là một hoàng đế của nước Hậu Yên trong lịch sử Trung Quốc. Ông là con trai của Mộ Dung Bảo (tức Huệ Mẫn Đế), và sau khi Mộ Dung Bảo bị Lan Hãn (nhạc phụ của Mộ Dung Thịnh) giết, ông đã báo thù cho cha bằng cách tiến hành chính biến và giành lại ngai vàng. Phần lớn thời gian trị vì của mình, ông sử dụng tước hiệu "Thứ Nhân Thiên Vương" (庶人天王).
Mộ Dung Thịnh được mô tả là một chiến lược gia và một tướng có tài, song do rút kinh nghiệm từ triều đại yếu kếm của cha mình, ông đã áp dụng chính sách cai trị khắc nghiệt và nó đã khiến cho các triều thần luôn cám thấy không an toàn để rồi nổi loạn chống lại ông. Tại một trong các cuộc nổi loạn vào năm 401, ông đã bị thương rồi qua đời. Kế vị ông là thúc phụ Mộ Dung Hi.

## Dưới thời Tiền Tần và Tây Yên
Mộ Dung Thịnh sinh năm 373, là con của Mộ Dung Bảo và Đinh phu nhân, và có lẽ được sinh ra tại gần kinh thành Trường An của Tiền Tần do Mộ Dung Bảo lúc bấy giờ đang là một viên quan cấp thấp ở đó. Tư liệu lịch sử đầu tiên nói về ông là sự kiện diễn ra trong khoảng thời gian tết năm 385, khi đó hoàng đế Phù Kiên của Tiền Tần để đối phó với nỗ lực nổi dậy của Mộ Dung Vĩ (cựu hoàng đế Tiền Yên) đã ra lệnh giết chết toàn bộ người Tiên Ti tại Trường An. Ông nội của Mộ Dung Thịnh, tức Mộ Dung Thùy thì đã nổi dậy từ cuối năm 383 và lập nước Hậu Yên năm 384. Thúc phụ của Mộ Dung Thịnh là Mộ Dung Nhu (慕容柔) không bị giết do ông ta trước đó đã được hoạn quan Tống Nha (宋牙) nhận nuôi. Mộ Dung Nhu có lẽ đã bảo vệ cho Mộ Dung Thịnh và anh trai là Mộ Dung Hội, và ngay sau đó cả ba người đã chạy khỏi Trường An và tính cách lánh nạn ở chỗ một cựu thân vương Tiền Yên khác là Mộ Dung Xung, là một người anh em họ của Mộ Dung Thịnh, Mộ Dung Xung trước đó đã sẵn tiến hành một cuộc nổi loạn chống Tiền Tần ở gần Trường An.
Vào mùa xuân năm 385, khi nghe được tin Mộ Dung Vĩ bị giết, Mộ Dung Xung đã xưng đế và lập nước Tây Yên. Tuy nhiên, Mộ Dung Thịnh không ấn tượng với Mộ Dung Xung và đã bí mật kể với Mộ Dung Nhu rằng ông tin là Mộ Dung Xung rốt cuộc sẽ chẳng làm được điều gì. Suy nghĩ của ông có vẻ là chính xác, mặc dù Mộ Dung Xung đã chiếm được Trường An vào mùa hè năm 385 song người này lại không thể cai trị dân chúng một cách hiệu quả, và những người dân Tiên Ti của thì trở nên bực bội vì ông ta vẫn ở lại Trường An (do ông thích thành này và cũng do lo sợ Mộ Dung Thùy) thay vì đi về phía đông để trở lại quê hương. Vào mùa xuân năm 386, tướng Hàn Diên (韓延) đã ám sát Mộ Dung Xung. Quân Tây Yên sau đó đã bỏ Trường An và tiến về phía đông, hướng về đất tổ và trong hành trình này họ đã có tới hơn năm người lãnh đạo nối tiếp nhau (Đoàn Tùy, Mộ Dung Nghĩ, Mộ Dung Dao, Mộ Dung Trung và Mộ Dung Vĩnh) mỗi người chỉ nắm quyền trong khoảng một vài tháng. Chế độ Tây Yên ổn định dưới sự cai trị của Mộ Dung Vĩnh, người này đã định đô ở Trường Tử (長子, nay thuộc Trường Trị, Sơn Tây). Mộ Dung Thịnh, cùng với thúc phụ Mộ Dung Nhu và anh trai Mộ Dung Hội cũng định cư tại đó.
Tuy nhiên, vài tháng sau đó, vào mùa đông năm 386, Mộ Dung Thịnh đã cảnh báo Mộ Dung Nhu và Mộ Dung Hội rằng do họ là người thuộc gia tộc của Mộ Dung Thùy, nên Mộ Dung Vĩnh (một họ hàng xa) nghi ngờ họ. Theo đốc thúc của ông, ba người lại chạy đến Hậu Yên. Quan sát của ông rất chính xác vì chỉ một năm sau đó, Mộ Dung Vĩnh đã cho thảm sát tất cả hậu duệ của Mộ Dung Thùy và Mộ Dung Tuấn còn ở Tây Yên. Ba người đã mất vài tháng để đến được kinh thành Trung Sơn (中山, nay thuộc Bảo Định, Hà Bắc) của Hậu Yên. Mộ Dung Thùy rất hài lòng và đã tuyên bố đại xá để chào mừng. Khi Mộ Dung Thùy hỏi Mộ Dung Thịnh về tình hình tại Trường Tử, Mộ Dung Thịnh khi ấy mới 14 tuổi, đã kể với cha rằng Tiền Yên là một nước rối loạn và rằng một khi Mộ Dung Thùy có thể cai quản được Hậu Yên thì khi ông ta tấn công Tây Yên thì binh lính Tây Yên sẽ rời bỏ Mộ Dung Vĩnh. Mộ Dung Thùy lập Mộ Dung Thịnh làm Trường Lạc công.

## Dưới thời Mộ Dung Thùy
Năm 389, ở tuổi 16, Mộ Dung Thịnh được phụ hoàng giao trọng trách cai quản cố đô của Tiền Yên là Kế Thành (薊城, nay thuộc Bắc Kinh). Năm 391, ông được ban tước hiệu thân vương. Ông vẫn ở tại Kế Thành cho đến khoảng tết năm 396, khi đó, trong bối cảnh quân Hậu Yên của Mộ Dung Bảo thua trận trước Thác Bạt Khuê của Bắc Ngụy trong trận Tham Hợp Pha, Mộ Dung Thùy đã triệu hồi Mộ Dung Thịnh và Mộ Dung Long (đang trấn giữ cố đô Long Thành (龍城, nay thuộc Cẩm Châu, Liêu Ninh) đem quân quay trở lại Trung Sơn, để chuẩn bị cho một cuộc tấn công Bắc Ngụy. Vào mùa xuân năm 396, chiến dịch chống Bắc Ngụy của Mộ Dung Thùy đạt được thành công ban đầu, song ông ta sau đó đã lâm bệnh và buộc phải cho quân Hậu Yên rút về kinh thành Trung Sơn, tuy nhiên Mộ Dung Thùy đã chết trên đường. Mộ Dung Bảo trở thành hoàng đế Hậu Yên.

## Dưới thời Mộ Dung Bảo
Mộ Dung Bảo sau đó phải đối mặt với vấn đề thừa kế. Thanh Hà công Mộ Dung Hội được Mộ Dung Thùy coi là đứa cháu có tài năng nhất, và khi Mộ Dung Thùy tiến hành chiến dịch cuối cùng của ông, ông ta đã để cho Mộ Dung Hội trấn thủ Long Thành. Khi Mộ Dung Thùy nằm trên giường bệnh, ông ta thậm chí còn bảo Mộ Dung Bảo lập Mộ Dung Hội làm thái tử, song Mộ Dung Bảo lại quý mến người con tên là Mộ Dung Sách (慕容策), và không ủng hộ Mộ Dung Hội. Mộ Dung Thịnh cũng không muốn Mộ Dung Hội làm thái tử và khuyến khích cha lập Mộ Dung Sách làm thái tử. Mộ Dung Sách lên ngôi thái tử vào năm 396, còn Mộ Dung Hội và Mộ Dung Thịnh được phong tước vương, Mộ Dung Thịnh khi đó trở thành Trường Lạc vương. Mộ Dung Hội đã không hài lòng trước việc này và bí mật tính kế nổi loạn.
Sau đó cũng trong năm 396, Bắc Ngụy mở một chiến dịch lớn chống lại Hậu Yên và nhanh chóng chiếm được Tĩnh Châu (并州, nay là trung bộ và bắc bộ Sơn Tây) và sau đó tiến về Trung Sơn và bao vây kinh thành. Vào mùa xuân năm 397, sau khi không thể buộc quân Bắc Ngụy từ bỏ việc bao vây và sau khi Triệu vương Mộ Dung Lân nổi loạn, Mộ Dung Bảo đã quyết định từ bỏ Trung Sơn và chạy về Long Thành. Mộ Dung Thịnh đi theo cha và cùng đến chỗ quân của Mộ Dung Hội, Mộ Dung Hội lúc này lại đang từ Long Thành tiến về phía nam. Sau đó, Mộ Dung Hội giết chết Mộ Dung Long và làm bị thương nặng Mộ Dung Nông với mục đích tiến hành chính biến nhằm buộc Mộ Dung Bảo phải lập mình làm thái tử, tuy nhiên, cuối cùng thì Mộ Dung Hội bị đánh bại và bị giết. Trong khi đó, Mộ Dung Thịnh trở thành một trong các đại tướng.
Năm 398, bất chấp lời khuyên của Mộ Dung Thịnh và Mộ Dung Nông, Mộ Dung Bảo khăng khăng mở một chiến dịch khác để chiếm lại các lãnh thổ đã bị mất, ông ta giao cho Mộ Dung Thịnh trấn thủ Long Thành trong lúc mình xuất quân. Các binh lính đã kiệt sức nên họ đã nổi loạn trên đường tiến quân, Mộ Dung Bảo vì vậy phải quay lại Long Thành để cùng Mộ Dung Thịnh thủ thành, song đến khi Mộ Dung Nông ra hàng quân nổi loạn thì Long Thành đã thất thủ, và hai cha con Mộ Dung Bảo và Mộ Dung Thịnh buộc phải chạy đến Kế Thành. Nhạc phụ của Mộ Dung Thịnh là Lan Hãn sau đó chiếm được Long Thành và thỉnh cầu Mộ Dung Bảo quay trở lại. Mộ Dung Thịnh không tin tưởng vào nhạc phụ của mình nên đã khuyên bảo cha cùng bí mật tiến về phía nam để đến chỗ Mộ Dung Đức (ông tin là đang trấn giữ Nghiệp Thành), song lại không biết rằng vào lúc đó Mộ Dung Đức đã từ bỏ Nghiệp Thành và đến Hoạt Đài (滑台, nay thuộc An Dương, Hà Nam) và lập nước Nam Yên. Khi Mộ Dung Bảo và Mộ Dung Thịnh đến vùng lân cận Hoạt Đài, họ đã biết tin tức trên thực tế và lại chạy về phía bắc. Trên đường đi, Mộ Dung Thịnh đã cố gắng thu hút được nhiều ủng hộ từ những người dân nay nằm dưới quyền cai trị của Bắc Ngụy tập hợp lại dưới tay của Mộ Dung Bảo để tiến hành kháng chiến, song Mộ Dung Bảo lại tin tưởng vào lòng trung thành của Lan Hãn nên đã trở về Long Thành. Mộ Dung Thịnh không thuyết phục nổi cha nên đã rời bỏ cha và đi ẩn náu.
Các lo lắng của Mộ Dung Thịnh về Lan Hãn là chính xác, khi Mộ Dung Bảo đến vùng lân cận Long Thành, Lan Hãn đã cử Lan Gia Nan (蘭加難) đến chỗ Mộ Dung Bảo rồi giết chết. Lan Hãn sau đó giết chết Mộ Dung Sách, cùng với hầu hết các thành viên trong hoàng tộc Mộ Dung, và tự xưng là Xương Lê vương, nắm quyền cai trị lãnh thổ còn lại của Hậu Yên.

## Chính biến chống lại Lan Hãn
Khi nghe tin về cái chết của cha và việc Lan Hãn tiến hành chính biến, Mộ Dung Thịnh ngay lập tức đi đến Long Thành để tỏ lòng thương tiếc cha, tin rằng Lan Hãn sẽ thương hại mà không giết con rể. Sau đó, do được phu nhân của Mộ Dung Thịnh cùng mẹ của bà đã cầu xin nên Lan Hãn đã tha chết cho ông, bất chấp việc Lan Đê (蘭堤) và Lan Gia Nan nhiều lần yêu cầu giết chết Mộ Dung Thịnh.
Lan Hãn cũng tha cho Thái Nguyên vương Mộ Dung Kì (慕容奇) do mẹ của người này là con gái của Lan Hãn. Mộ Dung Thịnh và Mộ Dung Kì sau đó đã âm mưu để Mộ Dung Kì chạy ra khỏi thành và bắt đầu tiến hành nổi loạn. Trong lúc này, Mộ Dung Thịnh đã thuyết phục Lan Hãn rằng đứng sau cuộc nổi loạn này là Lan Đê. Hơn nữa, vào lúc này, do hạn hán nghiêm trọng, Lan Hãn đã đi cầu nguyện ở tông miếu của Hậu Yên và linh hồn Mộ Dung Bảo, đổ hết tội giết Mộ Dung Bảo cho Lan Gia Nan. Khi hay những tin này, Lan Đê và Lan Gia Nan trở nên giận dữ và bắt đầu một cuộc nổi loạn riêng. Thái tử Lan Mục của Lan Hãn lúc này đã thuyết phục cha giết chết Mộ Dung Thịnh, và Lan Hãn ban đầu đã chấp thuận, song Mộ Dung Thịnh đã được vợ mình báo tin nên đã không đến một cuộc họp triều đình do Lan Hãn gọi tới, và Lan Hãn ngay sau đó đã thay đổi ý định.
Ngay sau đó, khi Lan Mục giành chiến thắng trước Lan Đê và Lan Gia Nan, Lan Hãn đã tổ chức một bữa tiệc cho binh lính, và ông ta cùng Lan Mục đều say rượu. Mộ Dung Thịnh đã lợi dụng thời cơ này để cùng với một số người giết chết Lan Hãn và Lan Mục, sau đó họ còn giết chết Lan Đê và Lan Gia Nan cùng các con trai khác của Lan Hãn là Lan Hòa (蘭和) và Lan Dương (蘭揚). Mộ Dung Thịnh tuyên bố khôi phục Hậu Yên và lên ngôi, song để thể hiện sự khiêm nhường, ông đã không ngay lập tức xưng đế mà vẫn tạm sử dụng tước hiệu Trường Lạc vương.

## Trị vì
Ban đầu, mọi người đều vui mừng về chiến thắng của Mộ Dung Thịnh, tin tưởng rằng ông là một người có tài cai trị. Tuy nhiên, triều đại của Mộ Dung Thịnh lại là một triều đại khắc nghiệt, ông đã sát hại gia tộc của Lan Hãn và còn tính đến việc giết chết Lan vương phi. Người mẹ họ Dinh của ông đã phản đối do người con dâu này đã bảo vệ cho cả Mộ Dung Thịnh và bản thân bà và vương phi vì vậy đã được tha thứ, song đã không bao giờ được trở thành hoàng hậu (Mộ Dung Thịnh cũng không lập bất kỳ người vợ nào làm Hoàng hậu). Vào mùa đông năm 398, ông chính thức xưng đế, và phong chính thất của cha là Đoàn Hoàng hậu làm thái hậu, và phong cho mẹ mình làm Hiến Trang Hoàng hậu (獻莊皇后).
Thời kỳ Mộ Dung Thịnh trị vì đã cho thấy sự mạnh mẽ của ông, ông xa lánh và đối xử khắc nghiệt với các triều thần và người dân của mình. Kết quả là nhiều triều thần đã bị xử tử do họ có âm mưu hoặc bị nghi ngờ có âm mưu phản nghịch, bao gồm:
- Mùa thu 398: tướng Mã Lặc (馬勒) và các anh em họ của Mộ Dung Thịnh là Mộ Dung Sùng (慕容崇) và Mộ Dung Trừng (慕容澄), hai người là con trai của Mộ Dung Long
- Mùa đông 398: tướng Mộ Dung Hào (慕容豪) và các triều thần Trương Thông (張通) và Trương Thuận (張順)
- Mùa xuân 399: các triều thần Lưu Trung (留忠), Lưu Chí (留志), Đoàn Thành (段成), và Mộ Dung Căn (慕容根)
- Mùa xuân 399: các tướng Trương Chân (張真) và Hòa Hàn (和翰)
- Mùa thu 399: tướng Lý Lãng (李朗)
- Mùa đông 399: tướng Vệ Song (衛雙)

Tuy nhiên, Mộ Dung Thịnh cũng được các sử gia ca ngợi vì đã để tâm đến các trường hợp tội phạm thông thường, và ông đã có thể lập nên một hệ thống mà trong đó đích thân ông sẽ nghe về kháng cáo hình sự và có thể phân biệt được sự thật mà không cần phải dùng đến biện pháp tra tấn. Trong vài năm sau đó, Hậu Yên tiến hành nhiều trận chiến với Bắc Ngụy song không có bên nào có được ưu thế.
Khoảng tết năm 400, Mộ Dung Thịnh lập con trai là Mộ Dung Định (慕容定) làm Liêu Tây công. Ngay sau đó, Đoàn Thái hậu qua đời, và ông đã đưa mẹ mình lên làm thái hậu, cùng lúc đó, ông lập Mộ Dung Định làm thái tử. Ông ngay sau đó cũng chấm dứt việc sử dụng tước hiệu hoàng đế để tỏ lòng khiêm nhường, thay vào đó ông gọi mình là "Thứ Dân Thiên vương."
Cùng năm 400, nhà Hậu Yên (đời vua Mộ Dung Thịnh) xua quân tấn công Cao Câu Ly (đời vua Quảng Khai Thổ Thái Vương). Quảng Khai Thổ Thái Vương phản ứng mau chóng, ông ta đoạt lại được phần lớn đất đai mất vào tay người Tiên Ty và đánh đuổi quân Hậu Yên ra khỏi Cao Câu Ly.
Vào mùa thu năm 401, các tướng Mộ Dung Quốc (慕容國), Tần Dư (秦輿), và Đoàn Tán (段讚) đã bí mật âm mưu tiến hành chính biến, song tin tức đã bị lọt ra và hơn 500 người đã bị xử tử. Năm ngày sau đó, tướng Đoàn Ki (段璣) cùng với con trai của Tần Dư là Tần Hưng (秦興) và con của Đoàn Tán là Đoàn Thái (段泰) đã tiến đánh hoàng cung. Mộ Dung Thịnh đã đích thân dẫn cận binh hoàng cung giao chiến với quân nổi loạn và có được thành công bước đầu. Tuy nhiên, một lính nổi loạn đã xuất hiện từ nơi trú ẩn trong cung và đâm chết Mộ Dung Thịnh. Sau khi Mộ Dung Thịnh qua đời, Đinh Thái hậu do có mối quan hệ với người chú ít tuổi của ông là Mộ Dung Hi nên đã bỏ qua Thái tử con ông mà đưa Mộ Dung Hi lên ngôi kế vị.